# AN/PVS-14
AN/PVS-14 MNVD（Monocular Night Vision Device：単眼暗視装置）は、アメリカ軍やNATO諸国などで採用されている歩兵用暗視装置。第3世代の光増幅管を装備しており、製造はITT社とリットンインダストリーズ社が行っている。
PASGT、ACH、LWHといった戦闘用ヘルメットやヘッドギアに装着して「ハンズフリー」の状態で使用するのが一般的だが、小銃に装着することも可能である。装置が大きく、ハンズフリー状態で使用した際には銃の照準器が使用できなくなるため、肉眼では視認できない赤外線レーザーサイトなどが併用される。銃に装着した場合も暗視装置に対応した光学照準器以外は併用できない。
型式のAN/PVSは"Army/Navy Portable Visual Search"を略したもので陸海軍共通命名システムで命名されている。
日本電気はAN/PVS-14を個人用暗視装置 JGVS-V8という名称でライセンス生産しており、陸上自衛隊が採用している。